# 英國伊波拉出血熱病例
本文讲述英国的埃博拉出血热病例。截至目前该国共有三宗埃博拉感染病例，一宗因实验室事故导致，其他两宗出自治疗过西非埃博拉病毒疫情受害者的归国医护人员。

## 1976年针刺病例
1976年11月5日，威尔特郡波登唐前微生物研究机构实验室技术人员杰弗里·普拉特，处理非洲的埃博拉病毒样本时，不慎被污染的针头扎伤。他得到了人体干扰素和恢复期血清的治疗，病情正常并完全康复。

## 撤离护士

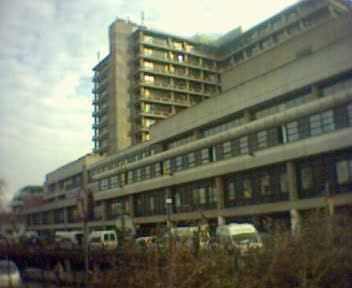
皇家免费医院

伦敦汉普斯特得的皇家免费医院高级别隔离病房2014年8月24日录得第一宗病例，在塞拉利昂参与西非埃博拉疫情救援工作的英国护士威廉·普利染上疾病，英国皇家空军专门配备波音C-17环球霸王III协助医疗撤离。
威廉于2014年9月3日出院，他向英国第四台发送了2014年另类圣诞留言。他表示计划于10月19日回到塞拉利昂，还会捐助血液支持疾病疗法的开展。

## 归国医护人员
2014年12月29日，从塞拉利昂经由穆罕默德五世国际机场和伦敦希思罗机场回到格拉斯哥的英国救援人员宝莲·卡夫基（Pauline Cafferkey），在格拉斯哥加特内韦尔总医院确诊患上埃博拉。她曾在塞拉利昂凯瑞镇的埃博拉治疗中心工作。
格拉斯哥的治疗未果后，她被诺斯霍特皇家空军的护送下，前往伦敦皇家義診醫院的高级别隔离病房接受长期治疗。苏格兰政府发言人表示病例发现时，处在非常早的感染阶段，一般民众的风险“低到可以忽略不计”。接触者追踪已在跟她乘坐航班从伦敦前往格拉斯哥的乘客身上开展。医护人员表示她当时的状态，跟阶段的预期一样的好。
2015年1月4日，皇家免费医院表示病人的状态已经恶化到“危急”状态 ，后来她的健康稳定下来，1月12日解除危急状态。卡夫基输了威廉·普利的血，治疗时还用了试验性药物。1月24日，被宣布无感染的卡夫基出院。

## 入境防控的争议
鉴于宝莲·卡夫基顺利通过边境管制，从希思罗机场搭乘国内航班飞抵格拉斯哥的事实，目前英国入境关口的量体温并询问一系列问题的筛查方案遭到口诛笔伐。当宝莲登上飞机时，她的病症还没有发展，很难诊断。2014年12月，英国公共卫生部计划审查筛查程序。

## 2015年1月针刺病例
2015年1月下旬，一名英国医护人员送往皇家免费医院接受进行观察，他因在塞拉利昂照顾埃博拉病人时不慎被被针刺伤。截至发稿，他没有出现埃博拉症状。
几天后，另一名被针头扎伤的英国医护人员从塞拉利昂撤离后，也住在皇家免费医院接受观察。其他在该医院接受观察的人员至今仍未有埃博拉症状。